# The Suffragette Sheriff
The Suffragette Sheriff è un cortometraggio muto del 1912 diretto da George Melford. Il film era interpretato da William H. West e da Alice Joyce.

## Trama
Trama e commento su Stanford.edu

## Produzione
Il film, prodotto dalla Kalem Company, venne girato a Glendale, in California.

## Distribuzione
Il film - un cortometraggio in una bobina - fu distribuito in sala il 17 luglio 1912 dalla General Film Company, che ne curò la riedizione anche nel 1915, quando la Kalem fu venduta e tutti i suoi film vennero fatti uscire nuovamente nelle sale .

### Date di uscita
IMDb
- USA	17 luglio 1912
- USA	2 luglio 1915	 (riedizione)